# Tour del Llemosí 2014
El Tour del Llemosí 2014, 47a edició del Tour del Llemosí, es disputà entre el 19 i el 22 d'agost de 2014 sobre un recorregut de 704,6 km repartits quatre etapes. L'inici i final de la cursa fou a Llemotges. La cursa formava part del calendari de l'UCI Europa Tour 2014, amb una categoria 2.1.
El vencedor final fou l'italià Mauro Finetto (Neri Sottoli), amb set segons sobre el belga Björn Leukemans (Wanty-Groupe Gobert) i onze sobre l'italià Davide Rebellin (CCC Polsat Polkowice). En les altres classificacions Axel Domont (AG2R La Mondiale) guanyà la classificació dels punts i de la muntanya, Francesco Manuel Bongiorno (Bardiani CSF) els joves i l'Team Europcar la classificació per equips.

## Equips
L'organització convidà a prendre part en la cursa a tres equips World Tour, dotze equips continentals professionals i tres equips continentals:
- equips World Tour: AG2R La Mondiale, Team Europcar, FDJ
- equips continentals professionals: GW Erco Shimano, Bardiani CSF, Bretagne-Séché Environnement, Caja Rural-Seguros RGA, CCC Polsat Polkowice, Cofidis, Colombia, IAM Cycling, MTN Qhubeka, Neri Sottoli, Topsport Vlaanderen-Baloise, Wanty-Groupe Gobert
- equips continentals: BigMat-Auber 93, La Pomme Marseille 13, Roubaix Lille Métropole

## Etapes
| Etapa | Data       | Recorregut                                       |             | Km    | Vencedor d'etapa      | Líder de la general   |
| ----- | ---------- | ------------------------------------------------ | ----------- | ----- | --------------------- | --------------------- |
| 1a    | 19 d'agost | Llemotges - Briva la Galharda                    | Etapa plana | 174,7 | Björn Leukemans (BEL) | Björn Leukemans (BEL) |
| 2a    | 20 d'agost | Trelhissac - Gresas                              | Etapa plana | 171,8 | Cyril Gautier (FRA)   | Björn Leukemans (BEL) |
| 3a    | 21 d'agost | Llac de Vaciviéra - Le Maupuy - Massís de Guéret | Etapa plana | 183,2 | Mauro Finetto (ITA)   | Mauro Finetto (ITA)   |
| 4a    | 22 d'agost | Meusac - Llemotges                               | Etapa plana | 174,9 | Manuel Belletti (ITA) | Mauro Finetto (ITA)   |

## Classificació final
|    | Ciclista                         | Equip                   | Temps       |
| -- | -------------------------------- | ----------------------- | ----------- |
| 1  | Mauro Finetto (ITA)              | Neri Sottoli            | 17h 27' 52" |
| 2  | Björn Leukemans (BEL)            | Wanty-Groupe Gobert     | + 7"        |
| 3  | Davide Rebellin (ITA)            | CCC Polsat Polkowice    | 11"         |
| 4  | Cyril Gautier (FRA)              | Team Europcar           | + 20"       |
| 5  | Rémy Di Grégorio (FRA)           | La Pomme Marseille 13   | + 29"       |
| 6  | Rein Taaramäe (EST)              | Cofidis                 | + 32"       |
| 7  | Francesco Manuel Bongiorno (ITA) | Bardiani CSF            | + 38"       |
| 8  | Arthur Vichot (FRA)              | FDJ                     | + 44"       |
| 9  | Jimmy Turgis (FRA)               | Roubaix Lille Métropole | + 50"       |
| 10 | Rubén Fernández Andújar (ESP)    | Caja Rural-Seguros RGA  | + 51"       |